# Alexej Junin
Alexej Vladimirovič Junin (rusky Алексей Владимирович Юнин; * 5. srpna 1985) je bývalý ruský rychlobruslař.
V roce 2004 se poprvé představil na Mistrovství světa juniorů, od sezóny 2005/2006 startoval ve Světovém poháru. Na Mistrovství Evropy 2007 skončil na 22. místě, o několik týdnů později získal s ruským týmem na světovém šampionátu bronzovou medaili ve stíhacím závodě družstev. V létě 2008 utrpěl při cyklistickém tréninku v Alpách těžké zranění hlavy, což ukončilo jeho sportovní kariéru.